# Parachemmis fuscus
Parachemmis fuscus là một loài nhện trong họ Corinnidae.
Loài này thuộc chi Parachemmis. Parachemmis fuscus được Arthur Merton Chickering miêu tả năm 1937.